# Bema (piralídeos)
Bema (Crambidae) é um gênero de mariposa pertencente à família Crambidae.